# Plantage Middenlaan 10-12
Plantage Middenlaan 10-12 te Amsterdam zijn twee gebouwen aan de Plantage Middenlaan te Amsterdam-Centrum. 
De twee panden zijn vermoedelijk gelijktijdig gebouwd naar een ontwerp van Georgius Breuker. Hij kwam niet een uit bouwkundig milieu, maar werkte zich op tot timmerman en metselaar in Amsterdam. Zijn scheppingen zijn wellicht daarom niet in een bepaalde bouwstijl te plaatsen; het wordt ingedeeld onder eclecticisme. Breuker woonde zelf aan de Plantage Doklaan, om de hoek. De twee gebouwen lijken op het eerste gezicht op elkaar, maar er zijn ook verschillen. Beide gebouwen hebben drie bouwlagen met daarop een kap. Beide gebouwen zijn geheel bepleisterd. De eerste verdiepingen hebben beide een balkon met aan weerszijden guirlandes. Boven die ramen zijn gebeeldhouwde koppen geplaatst. De daklijsten van beide gebouwen zijn hetzelfde; op dezelfde wijze gedragen door de consoles. Tot laat in de 20e eeuw waren ook de dakkapellen identiek. Echter de begane grond is voor beide gebouwen verschillend. Gebouw 10 heeft een toegangsdeur met betegeld portaal voor de etages; de begane grond heeft een aparte brede deur. Nummer 12 heeft daar gespiegeld slechts één toegangsdeur. In de 21e eeuw kreeg het een verscheidenheid in de dakkapellen. Ook zijn kalven verdwenen in de ramen op de bovenste etage van nummer 10. 
Gebouw nummer 12 was dermate groot dat er rond 1930 (ongeveer tussen 1922 en 1936) een feestzaal was ingericht, waar wel operettes konden worden uitgevoerd. In 1926 werden de beide gebouwen via een deurconstructie met elkaar verbonden. Het stond bekend als Huize Cats (naar eigenaar H.J. Cats) dat midden jaren dertig verhuisde naar Nieuwe Herengracht 31, nadat de tentoonstelling Rusland voorheen en thans was afgelopen.
Breuker is bouwkundig meer bekend van de overzijde van de Plantage Middenlaan. Een groot bouwblok verspreid over Plantage Middenlaan 1-5, Plantage Parklaan 10-20 en Henri Polaklaan 2-4 is ook door hem ontworpen en is rijksmonument (518405). Dat gebouwencomplex heeft dezelfde balkonbalustrades als die op de Plantage Middenlaan 10-12.
Het ensemble werd op 22 maart 2005 tot gemeentelijk monument verklaard.

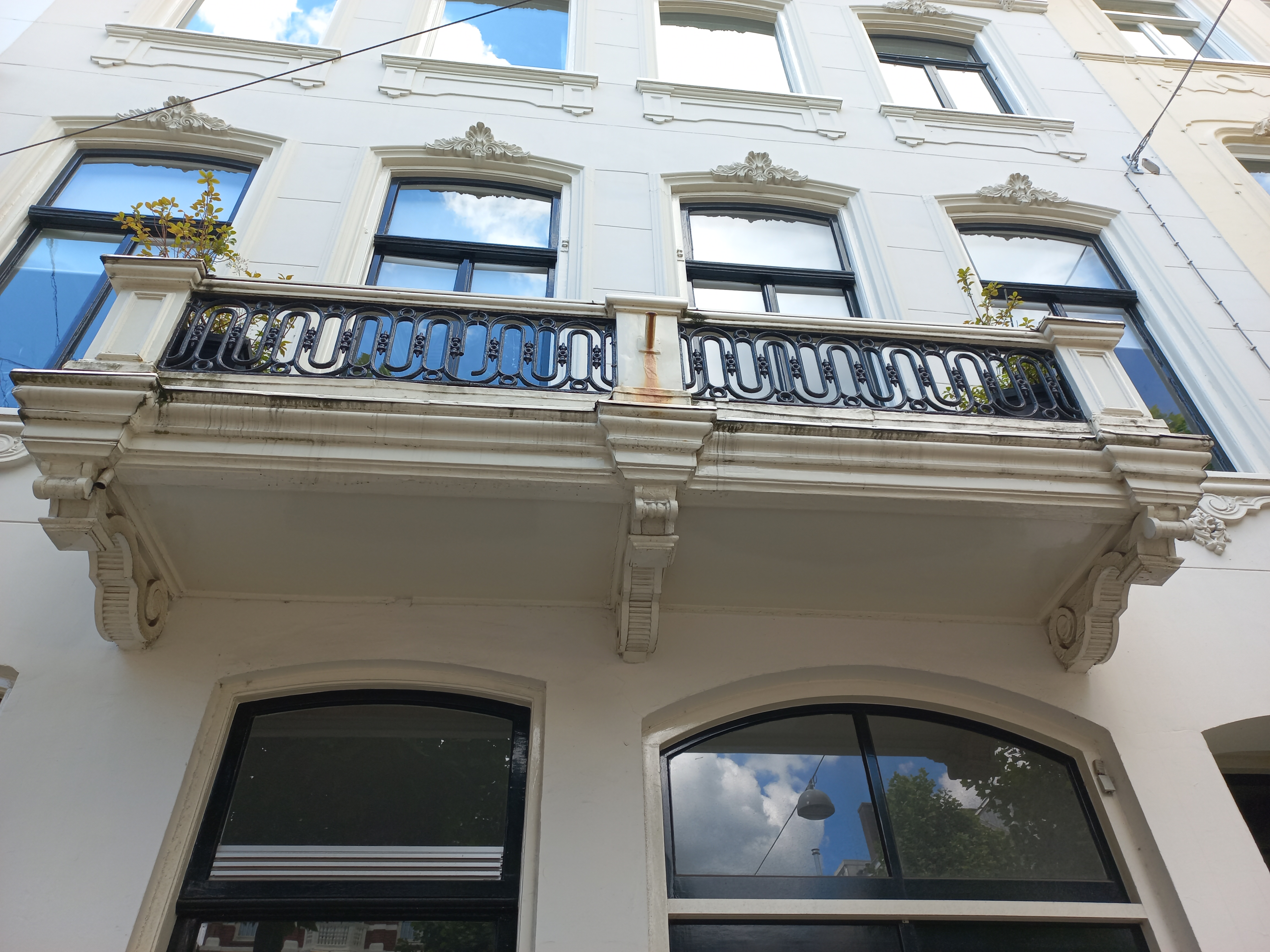
Balkon (juli 2022)